# 特因 (阿拉巴马州)
特因（英文：Twin），是美国阿拉巴马州下属的一座城市。面积约为3.37平方英里（约合8.74平方公里）。根据2010年美国人口普查，该市有人口399人，人口密度为118.26/平方英里（约合45.65/平方公里）。